# Sternocoelis lewisi
Sternocoelis lewisi är en skalbaggsart som först beskrevs av Edmund Reitter 1883.  Sternocoelis lewisi ingår i släktet Sternocoelis och familjen stumpbaggar. Inga underarter finns listade i Catalogue of Life.